# Pelargonium hystrix
Pelargonium hystrix är en näveväxtart som beskrevs av William Henry Harvey. Pelargonium hystrix ingår i släktet pelargoner, och familjen näveväxter. Inga underarter finns listade i Catalogue of Life.